# Ricardo Trevilla Trejo
Ricardo Trevilla Trejo (Ciudad del Carmen, Campeche; 8 de enero de 1961) es un militar mexicano con el grado de general de división. Es el secretario de la Defensa Nacional desde el 1 de octubre de 2024 durante el gobierno de la presidenta Claudia Sheinbaum.